# Nasonita
La nasonita és un mineral de la classe dels silicats. Va ser anomenada en honor de Frank Lewis Nason (12 de maig de 1856 - 12 de setembre de 1928) enginyer de mines, professor i escriptor nord-americà.

## Característiques
La nasonita és un sorosilicat de fórmula química Ca₄Pb₆(Si₂O₇)₃Cl₂. Cristal·litza en el sistema hexagonal; normalment ho fa de forma granular o massiva. Els cristalls són poc freqüents i són prismàtics amb {1010}, {1120}, acabats per {1011}. La seva duresa a l'escala de Mohs és 4.
Segons la classificació de Nickel-Strunz, la nasonita pertany a «09.BE - Estructures de sorosilicats, amb grups Si₂O₇, amb anions addicionals; cations en coordinació octaèdrica [6] i major coordinació» juntament amb els següents minerals: wadsleyita, hennomartinita, lawsonita, noelbensonita, itoigawaïta, ilvaïta, manganilvaïta, suolunita, jaffeïta, fresnoïta, baghdadita, burpalita, cuspidina, hiortdahlita, janhaugita, låvenita, niocalita, normandita, wöhlerita, hiortdahlita I, marianoïta, mosandrita, nacareniobsita-(Ce), götzenita, hainita, rosenbuschita, kochita, dovyrenita, baritolamprofil·lita, ericssonita, lamprofil·lita, ericssonita-2O, seidozerita, nabalamprofil·lita, grenmarita, schüllerita, lileyita, murmanita, epistolita, lomonossovita, vuonnemita, sobolevita, innelita, fosfoinnelita, yoshimuraïta, quadrufita, polifita, bornemanita, xkatulkalita, bafertisita, hejtmanita, bykovaïta, nechelyustovita, delindeïta, bussenita, jinshajiangita, perraultita, surkhobita, karnasurtita-(Ce), perrierita-(Ce), estronciochevkinita, chevkinita-(Ce), poliakovita-(Ce), rengeïta, matsubaraïta, dingdaohengita-(Ce), maoniupingita-(Ce), perrierita-(La), hezuolinita, fersmanita, belkovita, kentrolita, melanotekita, til·leyita, kil·lalaïta, stavelotita-(La), biraïta-(Ce), cervandonita-(Ce) i batisivita.

## Formació i jaciments
La nasonita va ser descoberta a la Parker Shaft (Parker Mine), a Franklin (Nova Jersey, Estats Units) tallant menes de franklinita sota condicions hidrotermals en un dipòsit de zinc estratiforme metamorfosat. També ha estat trobada a altres indrets de Nova Jersey, Califòrnia, el Regne Unit i Suècia.